# Клей (Западная Виргиния)
Клей (англ. Clay) — город в штате Западная Виргиния, США. Он является административным центром округа Клей. В 2010 году в городе проживал 491 человек.

## География
Клей расположен на реке Элк, являющейся притоком Кановы, на высоте 216 над уровнем моря.
Согласно данным Бюро переписи населения США город имеет общую площадь 1,61 км² из которых 1,45 км² земли 0,16 км² вода.

## История
Город Клей был создан Генеральной Ассамблеей Виргинии на месте фермы, которая была местом первого заседания окружного суда в 1858 году. Община была первоначально известна под названием под названием Маршал, затем Генри, окружной центр Клея и наконец получила имя Клей. Город и округ получили своё имя в честь Генри Клея (1777—1852), сенатора и госсекретаря США. Клей был инкорпорирован в 1895 году. В 1905 году через город была проведена железная дорога The Coal & Coke Railway.

## Климат
По классификации климатов Кёппена климат Клея относится к субтропическому муссонному (Cfa). Климат города характеризуется относительно высокими температурами и равномерным распределением осадков в течение года. Летом он находится под влиянием влажного, морского воздуха с океана. Лето обычно является более влажным, чем зима. Средняя температура в году — 12,4 °C, самый тёплый месяц — июль (средняя температура 25,6 °C), самый холодный — январь (средняя температура 0,9 °C). Среднее количество осадков в году 1158,2 мм.

## Демография
По состоянию на 2010 год по данным переписи населения США в городе Клей численность населения составляла 491 человек, было 218 домашних хозяйств и 134 семьи. Плотность населения составляла 338,5 человек на км². Плотность размещения домохозяйств — 189,6 на квадратный км. Расовый состав: 97,8 % белые, 0,2 % коренных американцев, 0,33 % гавайцев или выходцев с островов Океании, 0,2 % другие расы, 1,8 % потомки двух и более рас.
По состоянию на 2000 год медианный доход на одно домашнее хозяйство в городе составлял $14712, доход на семью $15000. У мужчин средний доход $25893, а у женщин $14250. Средний доход на душу населения $11415. 47,3 % семей или 39,1 % населения находились ниже порога бедности, в том числе 49,4 % молодёжи младше 18 лет и 12,5 % взрослых в возрасте старше 65 лет.